# Sowlat Mortazavi
Sowlat Mortazavi (Provincia di Chahar Mahal e Bakhtiari, 5 maggio 1955) è un politico iraniano, Ministro del lavoro, delle cooperative e della previdenza sociale nel governo Raisi.